# Juliusruh
Juliusruh es un municipio situado en el distrito de Pomerania Occidental-Rügen, en el estado federado de Mecklemburgo-Pomerania Occidental (Alemania). Su población a finales de 2016 era de 820 habs.
Se encuentra al norte de la isla de Rügen, junto a la costa del mar Báltico.